# Ololosokwan
Ololosokwan è una circoscrizione rurale (rural ward) della Tanzania situata nel distretto di Ngorongoro, regione di Arusha. Conta una popolazione di 6 557 abitanti (censimento 2012).